# Eemshaven LNG
Eemshaven LNG – плавуча установка з регазифікації та зберігання (Floating storage and regasification unit, FSRU) зрідженого природного газу (ЗПГ), споруджена для бельгійської компанії Exmar.

## Загальні дані
Судно, яке спершу носило назву S-188, спорудили в 2017 році на верфі китайської Wison Nantong Heavy Industry у Наньтуні. Два його резервуари виготовили у Японії в Аїчі на верфі компанії IHI та доправили до Китаю на баржі.
Розміщена на борту "Eemshaven LNG" регазифікаційна установка здатна видавати 11,3 млн м3 на добу (в піковому режимі – до 16,9 млн м3), а зберігання ЗПГ відбувається у резервуарах загальним об’ємом 25794 м3.
Судно не може виконувати функції звичайного ЗПГ-танкеру, оскільки виконане як несамохідна баржа (перший випадок застосування такої концепції для плавучих регазифікаційних установок).

## Історія служби
У травні 2018-го уклали 10-річний контракт з компанією Gunvor на використання S-188 у Бангладеш на новому терміналі компанії Petrobangla. Планувалось, що установку, яка має малу осадку, розмістять на річці Карнапулі (південні околиці Читтагонгу) біля причалу заводу азотних добрив Карнапулі. S-188 пройшла певні модифікації під проект на верфі Keppel Shipyard у Сінгапурі та мала почати роботу в останньому кварталі 2018-го. Втім, проект терміналу так і не змогли реалізувати і у травні 2021-го власник S-188 оголосив, що за результатами арбітражного процесу досягнув згоди з Gunvor про розірвання контракту із виплатою неустойки у розмірі вартості дворічного фрахту.
В червні 2022-го установку привели до Роттердаму на верф Damen Shipyard, де вона мала пройти підготовку для роботи на нідерландському терміналі Еемсгафен, який екстрено споруджували в межах заходів по припиненню імпорту російського природного газу. У вересні того ж року судно, яке отримало нову назву «Eemshaven LNG», привели до місця майбутньої служби.